# Via (single)
Via is een Engelstalige single van de Belgische band dEUS uit 1994.
De single bevatte naast de titelsong de liedjes Violins and Happy Endings, Great American Nude en Niche.
Het nummer verscheen op het album Worst Case Scenario.

## Meewerkende artiesten
- Producer
  - Peter Vermeersch
  - Pierre Vervloesem
- Muzikanten
  - Jules De Borgher (drums, percussie)
  - Klaas Janzoons (viool)
  - Rudy Trouvé (effecten, elektrische gitaar, percussie)
  - Stef Kamil Carlens (basgitaar, zang)
  - Tom Barman (elektrische gitaar, zang)